# Purnamita Dasgupta
Purnamita Dasgupta ist eine indische Wirtschaftswissenschaftlerin mit einem Schwerpunkt auf Umwelt- und natürlichen Ressourcen.

## Leben
Dasgupta erwarb einen Bachelor- und Masterabschluss in Volkswirtschaftslehre von der University of Calcutta bzw. University of Delhi. Sie erwarb zudem einen Master of Philosophy und promovierte an der Jawaharlal Nehru University. Sie bekleidete Positionen als Professorin an der University of Cambridge im Vereinigten Königreich und der Johns Hopkins University in den Vereinigten Staaten.

## Wirken
Dasgupta befasst sich u. a. mit dem Treibhausgasausstoß der indischen Wirtschaft. Sie war am Fünften Sachstandsbericht des IPCC (2014) beteiligt. Sie ist einer der Verfasserinnen des Sonderberichts 1,5 °C globale Erwärmung des IPCC (2018).